# Brottö

Brottö est une péninsule dans la partie nord-est de l'archipel de Stockholm en Suède,.

## Situation
Brottö forme la partie ouest de l'île d'Ingmarsö. 
Sur l'île se trouve le village de Brottö avec quelques résidents permanents et deux zones de chalets d'été. Depuis 2004, de grandes parties de l'île font partie de la réserve culturelle agricole de l'archipel de Brottö, qui comprend également quelques petites îles environantes. Brottö appartient à la commune d'Österåker.

## Village de Brottö
Le village de Brottö est situé sur la rive sud et est dominé par des bâtiments de la fin du XIXème siècle et du début du XXème siècle. Comme beaucoup de villages similaires du milieu de l'archipel, de nombreuses parcelles ont eu deux maisons, une plus grande maison construite pour être louée aux vacanciers d'été tandis que les résidents ont emménagé dans l'ancien bâtiment résidentiel. 
Sur la jetée se trouve également un pavillon plus ancien, probablement déplacé après l'exposition de Stockholm en 1897.

## Réserve culturelle agricole de Brottö
À Brottö, la première réserve culturelle du comté de Stockholm, nommée Brottö skärgårdsjordbruk (Agriculture de l'archipel de Brottö), a été fondée en 2004. 
La réserve comprend les parties orientale et occidentale de Brottö, ainsi que les îlots de Brännholmen, Jolpen et Jolpgrundet. 
Le paysage agricole à petite échelle est considéré comme typique de la façon dont les gens habitent autrefois sur les îles du centre de la Suède. La réserve culturelle a été créée pour que l'environnement perdure grâce à une utilisation active. 
Aujourd'hui, le fourrage est cultivé sur les terres agricoles et sert à nourrir une dizaine de bovins écossais des Highlands vivant à Brottö.

## Accès
L'île d'Ingmarsö n'a aucune liaison routière avec le continent, mais la jetée de Brottö est desservie par les traversiers de Waxholmsbolaget empruntant le Husarötraden.
Brottö est sur le sentier de l'archipel de Stockholm.

## Galerie

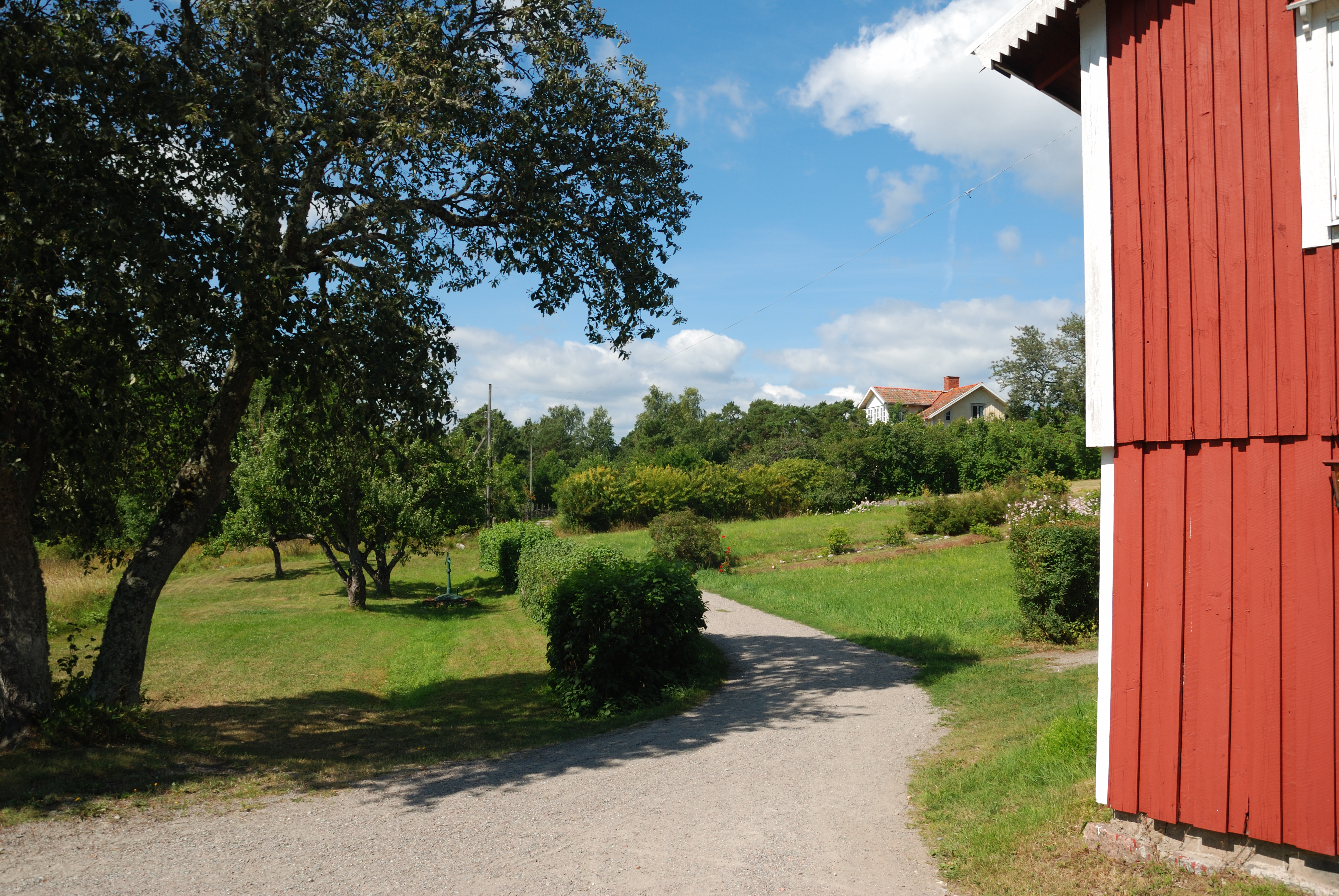
Brottö.
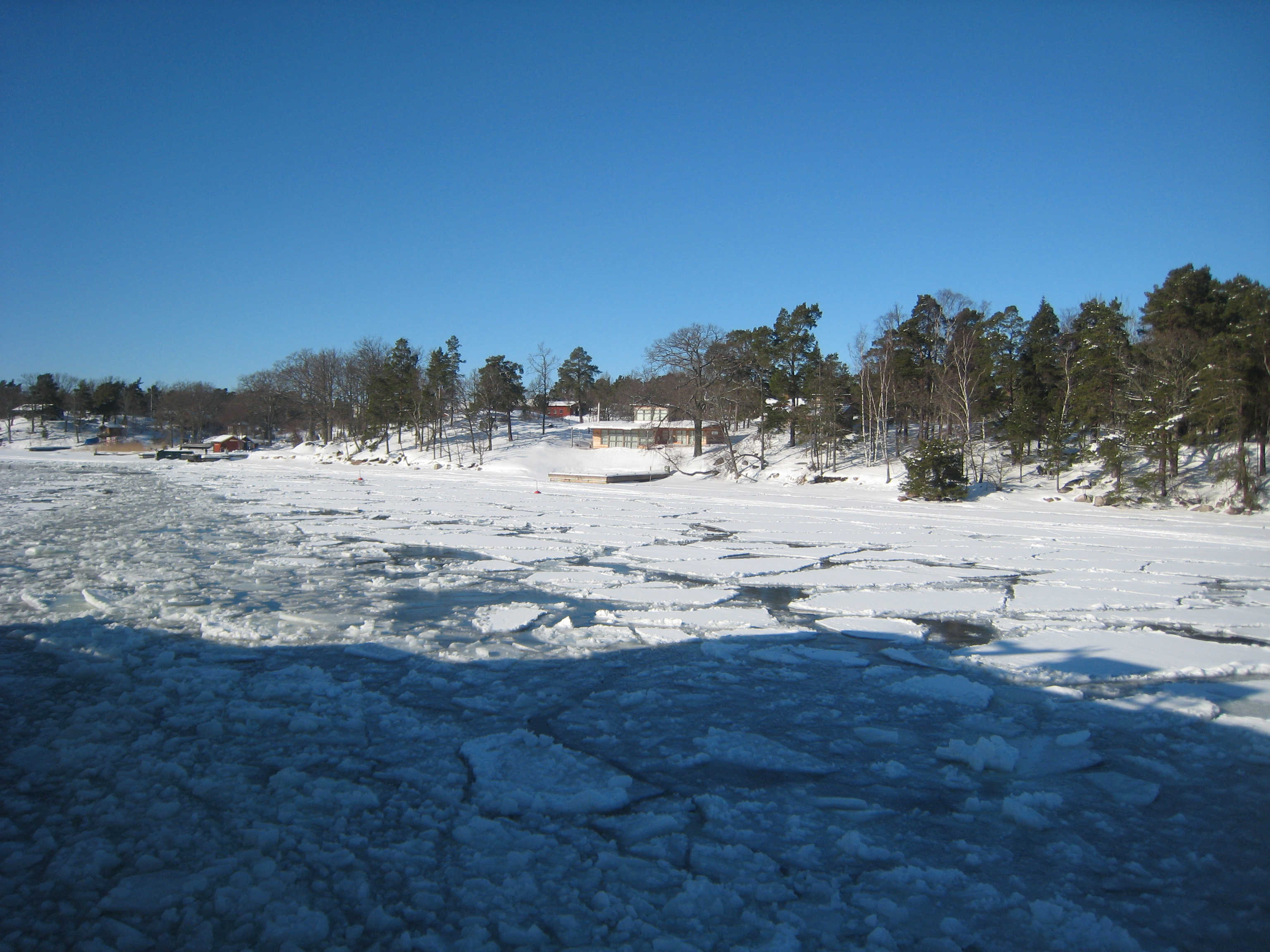
Rivages en hiver.
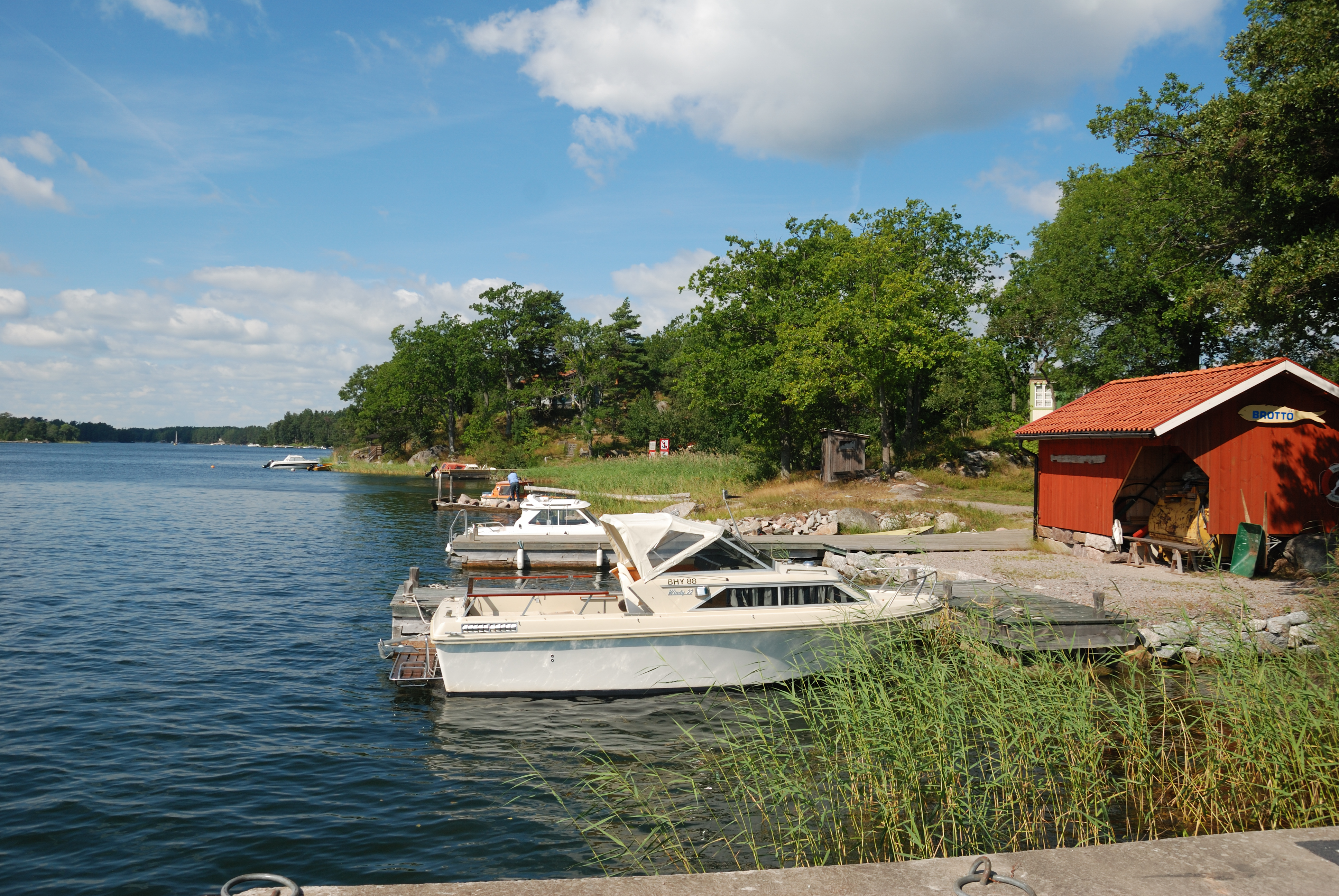
Jetée.